# Opal Tometi
Opal Tometi (* 15. August 1984) ist eine US-amerikanische Aktivistin für Menschenrechte und Mitbegründerin von Black Lives Matter.

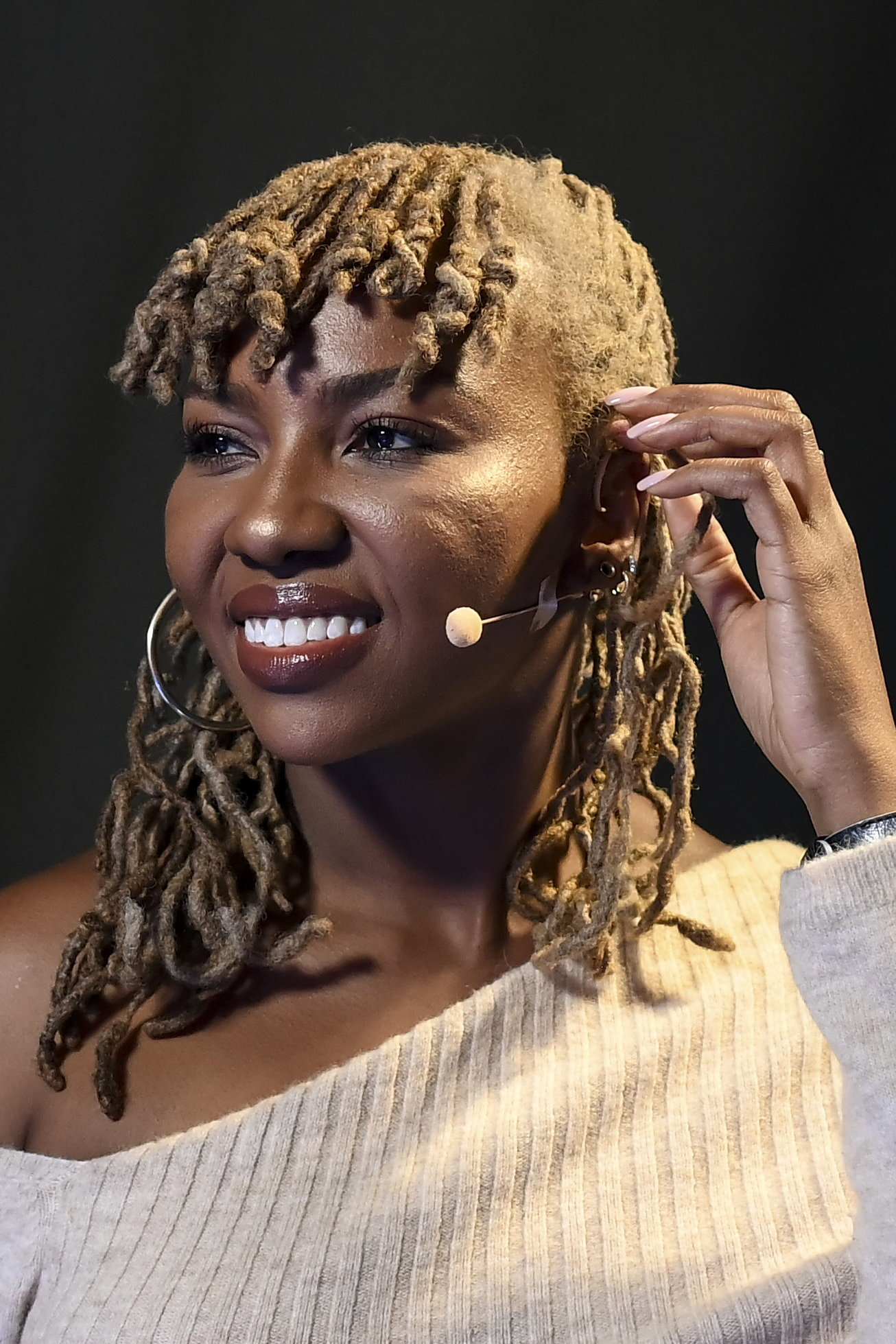
Opal Tometi, 2021

## Leben
Opal Tometi ist die Tochter von Einwanderern aus Nigeria in die USA und hat zwei jüngere Brüder. Die Niederlassung ihrer Eltern erfolgte illegal. Sie wuchs in Phoenix (Arizona) auf. Die University of Arizona absolvierte sie 2005 mit einem Bachelor of Arts im Fach Geschichte und einem Master of Arts in Kommunikation. Während ihres Studiums arbeitete sie ehrenamtlich für ein Projekt der American Civil Liberties Union (ACLU), das den Umgang mit illegaler Immigration in den USA dokumentiert. Tometi bezeichnet sich selbst als queer. Heute lebt sie in Brooklyn und führt Schulungen zum Thema Häusliche Gewalt durch.

## Werk
Nach ihrem Studium war Tometi zunächst in den Bereichen Public Relations und Marketing tätig. 2009 absolvierte sie ein Praktikum bei der Organisation Witness, die Menschenrechtsverletzungen durch Einwanderungsgegner an der Grenze zwischen Arizona und Mexiko dokumentiert. Ab 2011 war sie für die Black Alliance for Just Immigration (BAJI) tätig, die die Lebensumstände von Migranten in den USA verbessern will. Tometi leitete die Kommunikationsabteilung und war Executive Director der Organisation.
Im Jahr 2013 organisierte sie zusammen mit Patrisse Cullors und Alicia Garza in Folge des Todesfalls von Trayvon Martin, eines schwarzen Jugendlichen, der erschossen wurde, Black Lives Matter als Graswurzelbewegung und machte sie in den sozialen Medien bekannt. Eine ihrer Aktivitäten war die Teilnahme an einem Forum der Kommission der Vereinten Nationen zur Rechtsstellung der Frau. 2015 veröffentlichte die Huffpost ihren Text „Black Future Month – Examining The Current State Of Black Lives And Envisioning Where We Go From Here“. Darin stimmte sie den Forderungen des Historikers Carter G. Woodson zu, der den Black History Month begründete, sie betonte aber zugleich, dass ausschließliches Gedenken an die afroamerikanische Geschichte um auf die Zukunft gerichtete Aktivitäten ergänzt werden müsse.

## Auszeichnungen
Zusammen mit Cullors und Garza bekam sie 2016 den von der Zeitschrift Glamour verliehenen Preis „Women of the Year“. 2016 verlieh ihr die Clarkson University die Ehrendoktorwürde. Tometi, Cullors und Garza erhielten 2019 einen Literaturpreis von dem in Oakland ansässigen Zweig des PEN International für ihren Text When They Call You A Terrorist – A Black Lives Matter Memoir.